# Szappanyos Gabriella
Szappanyos Gabriella (Tötör, 1896. szeptember 19. – Budapest, 1973. május 3.) erdélyi magyar író, újságíró, Szász Endre (1887–1944]) felesége.

## Életútja, munkássága
Szappanyos Ágoston és László Anna lánya. A Kemény Zsigmond Társaság tagja volt (1935-től), annak ülésein Hunyady Sándorról, Reményik Sándorról, Szendrey Júliáról tartott előadásokkal szerepelt. Szerkesztője volt a Hölgyfutár c. lapnak, belső munkatársa a Keleti Újságnak, majd a marosvásárhelyi Székely Szónak.
Interjút közölt többek között Medveczky Bellával (Keleti Újság, 1941. április 11.), Móricz Zsigmonddal (Keleti Újság, 1941. május 14.), Pálmay Ilkával (Keleti Újság, 1941. június 10.). Számos novellája az erdélyi lapokban, két regénye (Emberek a Szamos mentén. 1939; Árva Linka. 1942) Budapesten jelent meg, mindkettő Szászné Szappanyos Gabriella néven.